# Pasirjaya (Bogor Barat)
Pasirjaya is een bestuurslaag in het regentschap Kota Bogor van de provincie West-Java, Indonesië. Pasirjaya telt 20.549 inwoners (volkstelling 2010).